# Jan Smrekpriset
Jan Smrekpriset är ett litterärt pris i Slovakien som utdelas under Jan Smrekfestivalen. Tomas Tranströmer tilldelades det första priset 1998.

## Pristagare
- 2000 - Ludvik Kundera[1]
- 2002 - Tuvia Rübner[2]
- 2002 - Veno Taufer[2]
- 2004 - Gennadij Ajgi[3]
- 2005 - Anise Koltz[4]
- 2006 - Friederike Mayröcker
- 2007 - Knut Ødegård[5]
- 2008 - Yu Hsi[6]
- 2009 - Pia Tafdrup[7]
- 2010 - Mateja Matevski[8]
- 2011 - Jana Stroblova[9]
- 2011 - Jiri Zacek[9]
- 2018 - Eva Ström[10]
- 2019 - Ana Blandiana[11]
- 2021 - Richard Pietrass[12]